# Daniël Seghers
Daniël Seghers, född den 3 december 1590 i Antwerpen, död där den 2 november 1661, var en flamländsk målare.
Seghers var son till en sidenkrämare, som bekände sig till katolska läran. Modern åter, som var holländska och reformert, tog, bliven änka, sonen med sig till Republiken Förenade Nederländerna (Holland), där han uppfostrades i hennes tro, men sedan Seghers satts i lära hos Jan Brueghel den äldre i Antwerpen, blev han av denne åter omvänd till katolicismen, upptogs, efter att 1611 ha blivit mästare i Antwerpens målargille, av jesuitgeneralen Carolus Scribani till lekbroder i hans orden och sändes efter vart annat till Mechelen, Bryssel och Rom, där han tillbragte ett år. Återkommen till Antwerpen, blev han snart en firad artist - hans specialitet var att måla blomsterbuketter i glas och blomstergirlander, vanligen omslutande en i grått ("grisaille") målad nisch med en madonnabild, med vars framställande hans vänner Rubens, van Dyck, Cornelis Schut den äldre, Gerard Seghers, Erasmus Quellinus den yngre, Theodoor van Thulden, Abraham van Diepenbeeck, med flera var honom behjälpliga. Seghers blev snart en av samtidens mest eftersökta konstnärer: tyske kejsaren, kungen av Spanien med flera furstliga personer var hans ivrigaste gynnare. Fredrik Henriks av Oranien änka skänkte honom 1652 som tecken på sin beundran en målarkäpp, en palett och sex penslar av guld, poeterna sjöng hans lov, och en mängd elever, som Frans Ykens, Joris van Son, Jan Davidszoon de Heem med flera, strömmade till hans ateljé. Hans arbeten, ännu oöverträffade i sitt slag, betalades länge mycket högt och påträffas i de flesta museer och större privatsamlingar. I Stockholms Nationalmuseum ses Madonnabyst i relief, omgiven av blommor, och även i andra privatsamlingar är han företrädd. Redan drottning Kristina ägde i Stockholm ett arbete av hans hand ("Ett blomsterstycke, målat av en jesuit"), och andra importerades i slutet av 1700-talet från Brabant.